# Eliza Macadan
Eliza Macadan (n. 1967, condado de Bacău ) es una poeta y periodista rumana, trabaja y publica tanto en Rumania como en Italia. Es miembro del Sindicato de Escritores Rumanos, Sección de Bucarest y miembro de la Orden de Periodistas Italianos.

## Actividad literaria
Debutó en la Revista Ateneu en 1988. Eliza Macadan es la ganadora de numerosos concursos literarios en el país y en el extranjero, entre los que se encuentran: " Enciende la luz de las estrellas ... " 1991 - Botoșani, " Lucian Blaga " 1992 - Sebeș, " Rimbaud " 1990 Bucarest - Embajada de Francia, " Mitteleuropa " 1993 Estrasburgo, " Ethniepoesie " 1999 - Trieste, " Marguerite Yourcenar " 1999 - Milán  . Recibió la Accademia della Cultura Europea - Roma distinción de poesía en 1999, y en 2002 el volumen "Frammenti di spazio austero" recibió el premio " Le rosse Pergamene ". Escribe y publica en rumano, italiano y francés, y su poesía se traduce al albanés, árabe, búlgaro, húngaro, español, turco e inglés.

## Libros de poesía
- Espacio austero, Plumb Publishing House, Bacău, 1994
- Fragmentos de espacio austero, Ediciones "Libro italiano", Ragusa, 2001;[3] Libreria Ticinum Editore, 2018[4]
- En el autoscopio, Vinea Publishing House, Bucarest, 2009
- Al norte de la palabra, Editorial Tracus Arte, Bucarest, 2010[5]
- Transcripciones conscientes, Eikon Publishing House, Cluj-Napoca, 2011
- Resumen de Paradiso, Edizioni Joker, Novi Ligure, 2012[6]
- Temporada suspendida, Eikon Publishing House, Cluj-Napoca, 2013[7]
- El perro burgués, La Vita Felice, Milán, 2013[8]
- Tanagre. Domando recuerdos, Eikon Publishing House, Cluj-Napoca, 2014[9]
- Snow Anesthesia, La Vita Felice, Milán, 2015[10]
- En la urna fija del tiempo, Eikon Publishing House, Bucarest, 2016
- Pasos anteriores, Ediciones Joker, Novi Ligure, 2016[11]
- Rain Away, Archinto Editore, Milán, 2017[12]
- Zamalek. Solo vamos . Eikon Publishing House, Bucarest, 2018;[13] Ediciones Tierra de Olivos, 2018
- Planos de planta, Passigli Editori, Florencia, 2019
- Llantos Despacio, Espacio Hudson Ediciones, Argentina, 2020
- De rodillas ante el arcoíris, Passigli Editori, Florencia, 2020
- Carta de Bucarest, edición La passe du vent, Francia, 2020
- Az idő rögzült urnájában, Ab Art Kiadó, Ungaria, 2021

## Otros libros publicados
- La mano escribe el sonido. Elecciones afectivas de la poesía italiana contemporánea , Ed. Eikon, Cluj-Napoca, 2014
- Licurg Square, Eikon Publishing House, Bucarest, 2015[14]
- En el cuerpo de la ola. Poesía italiana contemporánea , Ed. Eikon, Bucarest, 2017
- Salta al sol oscuro. Deslumbramiento de Chet Baker , Terra d'Ulivi Edizioni, 2016, trad. del francés
- En otro momento, en otro lugar, Umberto Piersanti, Eikon Publishing House, Bucarest, 2017, trad. del idioma italiano
- Memories from Alzheimer's - a story, Alberto Bertoni, Eikon Publishing House, Bucarest, 2017, trad. del idioma italiano
- Sinfonietta, Amedeo Anelli, Eikon Publishing House, Bucarest, 2017, edición bilingüe italo-rumana
- Angelo di sangue / Blood Angel, Franco Manzoni, Eikon Publishing House, Bucarest, 2018, edición bilingüe italo-rumana
- Piscina. Poesía italiana contemporánea , Ed. Eikon, Bucarest, 2018
- Polifonii, Amedeo Anelli, Ed. Eikon, Bucarest, 2019, trad. del idioma italiano
- Las sombras hablan, Alessandro Moscè, Eikon Publishing House, Bucarest, 2019, trad. del idioma italiano
- Colores y otros colores, Fabrizio Dall'Aglio, Ed. Eikon, 2019, trad. del idioma italiano
- My Epic / My Epic, Fabrizio Dall'Aglio, Ed. Eikon, 2019, edición bilingüe italiano-rumano
- Catrene mientras tanto / Quartine nel frattempo, Vincenzo Guarracino, 2019, edición bilingüe italo-rumana
- Caminando bajo el cielo - 20 poetas italianos hoy, Eikon Publishing House, Bucarest, 2019

## Antologías
- Lugares de Europa, La Vita Felice Edizioni, Milán, 2015
- Una luz mira el infinito, La Vita Felice Edizioni, Milán, 2016
- La gran madre, Di Felice Edizioni, 2016
- Poesía y ciencia, Ed. Vremea, Bucarest, 2016
- El embarazo de la Tierra, OOF Edizioni, Milán, 2017
- ¿Qué calle es esta?, Editorial Neuma, Cluj Napoca, 2017
- Tengo un sueño, La passe du vent, Genouilleux, 2018
- La Beauté - Efemérides poéticas para cantar la vida, Ediciones Bruno Doucey, París, 2019
- Lunario di desideri, Di Felice Edizioni, 2019
- Poetas para el infinito, Di Felice Edizioni, 2019
- El establo tenía una estrella como techo, Mimep Docete Edizioni, Milán, 2019
- Por la noche, las estatuas rejuvenecen, Editorial Neuma, Cluj Napoca, 2020
- No estamos aquí para que nos regañen; ¡Boris Vian cumple 100 años!, La passe du vent edition, Francia, 2020